# Ван Чжочэн
Ван Чжочэн (от кит.упр. — 汪卓成, пиньинь: Wāng Zhuōchéng) — китайский актёр и певец. Наибольшую популярность получил благодаря роли Цзян Чэна в телесериале «Неукротимый: Повелитель Чэньцин» (2019).

## Биография
С самого детства увлекался пением и вокалом. 
В 2012 году поступил в среднее учебное заведение при Китайской консерватории музыки. Принимал участие в постановках и спектаклях, таких как: «Макбет» и «Весеннее пробуждение». Позже занял высокие баллы после поступления музыкального исполнительства Центральной академии драмы, став вторым среди мужчин по рейтингу.
В 2017 году подписал контракт с Huayi Brothers.

## Фильмография

### Телесериалы
| Год  | Название                                 | Оригинальное название | Роль                    | Канал                             | Примечания |
| ---- | ---------------------------------------- | --------------------- | ----------------------- | --------------------------------- | ---------- |
| 2019 | Неукротимый: Повелитель Чэньцин          | 陈情令                | Цзян Чэн (Цзян Ваньинь) | Tencent                           |            |
| 2019 | Путешествие по твоей памяти              | 走进你的记忆          | Юи Минджун              | Tencent                           | [ 2 ]      |
| 2019 | Меч династии                             | 剑王朝                | Фэнг Цинхань            | iQiyi                             | [ 3 ]      |
| 2020 | Легенда о двух сёстрах в смутные времена | 浮世双娇传            | Цзянь Шао               | Tencent                           |            |
| 2021 | Возрождение для тебя                     | 慕南枝                | Ли Чан                  | Tencent                           |            |
| 2021 | Утраченное обещание                      | 胭脂债                | Мэй Ингсюэ              | Youku                             |            |
| 2022 | Кухня купидона                           | 舌尖上的心跳          | Вэй Кит / "Виктор"      | iQiyi, Tencent Video, Youku, ZJTV |            |
| 2022 | Любовь как галактика                     | 星汉灿烂              | Кронпринц Юань          | Dragon TV, iQiyi, Tencent Video   |            |
| 2023 | Чун Цзы                                  | 重紫                  | Ван Ю                   | Tencent                           |            |
| 2023 | Узы этого мира                           | 尘缘                  | Инь Фэн / Ло Фэн        | iQiyi                             |            |
| 2024 | Белое оливковое дерево                   | 白色橄榄树            | Цзян Линь               | CCTV, iQiyi                       |            |
| 2024 | История: годы любви                      | 要久久爱              | Гао Цзянь               | JSTV, Youku                       |            |
| 2024 | За тёмной ночью рассвет                  | 暗夜与黎明            | Чжао Чэн Цзюнь          | CCTV, iQiyi                       |            |

### Кино
| Год  | Название        | Оригинальное название | Роль     | Примечания |
| ---- | --------------- | --------------------- | -------- | ---------- |
| 2021 | Остров Черепахи | 神龟岛                | Ю Ян     |            |
| 2023 | Легенда океана  | 海洋传奇              | Ван Миан |            |

## Дискография
| Год  | Название              | Оригинальное название | Альбом          | Примечания |
| ---- | --------------------- | --------------------- | --------------- | ---------- |
| 2019 | «Goodbye With Hatred» | 恨别                  | The Untamed OST | [ 4 ]      |

## Награды
| Год  | Награда                       | Категория      | Номинируемая работа | Результат | Прим. |
| ---- | ----------------------------- | -------------- | ------------------- | --------- | ----- |
| 2019 | Tencent Video All Star Awards | Doki New Force | The Untamed         | Победа    | [ 5 ] |